# Oscar Dessomville
Oscar Charles Dessomville (ur. 19 sierpnia 1876 w Gandawie, zm. 30 sierpnia 1938 tamże) – belgijski wioślarz.
Dessomville był uczestnikiem Letnich Igrzysk Olimpijskich 1900 w Paryżu. Jako reprezentant belgijskiego klubu Royal Club Nautique de Gand wystartował w ósemce, w której wraz z kolegami z klubu zdobył srebro olimpijskie. Wyczyn ten udało mu się powtórzyć osiem lat później w barwach tego samego klubu.